# اوهیووا (نبراسکا)
اوهیووا(به انگلیسی: Ohiowa) شهری در ایالت نبراسکا کشور ایالات متحده آمریکا است که جمعیت آن در سرشماری سال ۲۰۱۰ میلادی، ۱۱۵ نفر بوده‌است.